# Хамід Алідусті
Хамід Алідусті (перс. حمید علیدوستی; нар. 12 березня 1956, Тегеран, Іран) — іранський футболіст та тренер, півзахисник.

## Клубна кар'єра
Народився 12 березня 1956 року в Тегерані. Навчався в університеті електроніки та телекомунікацій. Футболом розпочав займатися в Тегерані, виступав за молодіжну команду «Джаван» (Тегеран). Дорослу футбольну кар'єру розпочав 1975 року в клубі «Гома». Разом з командою вигравав Кубок Тегерану. У сезоні 1986/87 років виступав у Другій Бундеслізі за «Зальмрор», у футболці якого провів 30 матчів та відзначився 10-а голами. Виступи за кордоном припали на перші роки революції та війну в Іраку, і через обставини в середиі країни його відсторонили від національної збірної. У 1987 році повернувся на батьківщину, грав у нижчолігових клубах «Дараеї» та «Кешаварц». Після цього перебрався в «Сайпу». У 1995 році виступав з «Сайпою» в Про лізі, допоміг команді виграти національний чемпіонат, після чого завершив кар'єру гравця.

## Кар'єра в збірній

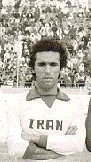
Хамід Алідусті у футболці національної збірної

Разом з Вахідом Хашемяном з 15-а забитими м'ячами розділяє 7-е місце в списку найкращих бомбардирів збірної Ірану. Вперше на міжнародному рівні відзначився голом у воротах молодіжної збірної Польщі, а в складі головної команди країни вперше відзначився у воротах збірної Китаю. Спочатку грав за молодіжну збірну країни, де був її капітаном. Потім переведений до головної збірної, у футболці якої грав у кваліфікації чемпіонатів світу в Аргентині та Кувейті. У кваліфікації Кубку Азії відзначився по одному голу в дв0матчевому протистоянні зі збірною Сирії.

## Кар'єра тренера
Має тренерську ліцензію категорії A. На батьківщині тренував декілька іранських клубів, у тому числі «Гому», «Пайкан» (2001—2002) та «Трактор Сазі» (2003—2004). Також тренував молодіжну збірну Ірану (2004) та юнацьку збірну Ірану (U-17)

## Особисте життя
Його донька — іранська актриса Таране Алідусті, відома роллю в художньому фільмі «Я Таране, 15». Син, Пуян, у березні 2005 року у віці 16 років загинув у ДТП під час щорічного іранського фестивалю вогню.

## Статистика виступів
Станом на 13 червня 2019
| Клуб              | Дивізіон          | Сезон             | Ліга  | Ліга | Кубок | Кубок | Інші  | Інші | Загалом | Загалом |
| Клуб              | Дивізіон          | Сезон             | Матчі | Голи | Матчі | Голи  | Матчі | Голи | Матчі   | Голи    |
| ----------------- | ----------------- | ----------------- | ----- | ---- | ----- | ----- | ----- | ---- | ------- | ------- |
| «Зальмрор»        | Друга Бундесліга  | 1986/87           | 30    | 10   | 1     | 0     | —     | —    | 31      | 10      |
| Усього за кар'єру | Усього за кар'єру | Усього за кар'єру | 30    | 10   | 1     | 0     | —     | —    | 31      | 10      |

## Титули і досягнення
- Бронзовий призер Кубка Азії: 1980